# Bregott
Bregott är ett varumärke som består av en matfettsblandning. Standardprodukten innehåller grädde, rapsolja, vatten, salt, mjölksyrakultur, vitamin A och vitamin D. Bregott finns i flera olika varianter. Varumärket ägs och marknadsförs av Arla Foods.

## Historia
Bregott lanserades 1969 och var kulmen på en omfattande produktutveckling på matfettsområdet i Sverige under senare halvan av 1960-talet. Det mjuka margarinet Flora lanserades 1966 av Margarinbolaget. Till skillnad från tidigare matfettsalternativ var Flora mjukt redan när det togs ut ur kylskåpet och kunde således bres på smörgås omedelbart. Tidigare hade både smör och margarin sålts i olika sorters folieinslag, men Floras mjuka konsistens omöjliggjorde detta. Istället såldes Flora i plastbyttor, vilket var en nyhet på området. Som ett svar på konkurrensen lanserade Mejerierna senare under 1966 även smör i plastbyttor. De lanserade även extrasaltat smör, vilket blev en försäljningsframgång.
Dessa framgångar kunde dock inte hindra margarinet från att ta marknadsandelar och i november 1969 lanserades Bregott. Produkten var en blandning av smör och sojaolja som var bredbar direkt ur kylskåpet. Vid lanseringen var produkten världsunik.
Under 1980-talet var Bregott marknadsledande.
När sedan lättmargarinet kom, tappade man kortvarigt marknadsandelar, för att sedan åter bli marknadsledande i början av 1990-talet. Vid det laget var sojaoljan utbytt mot den nyttigare rapsoljan.

## Varumärke

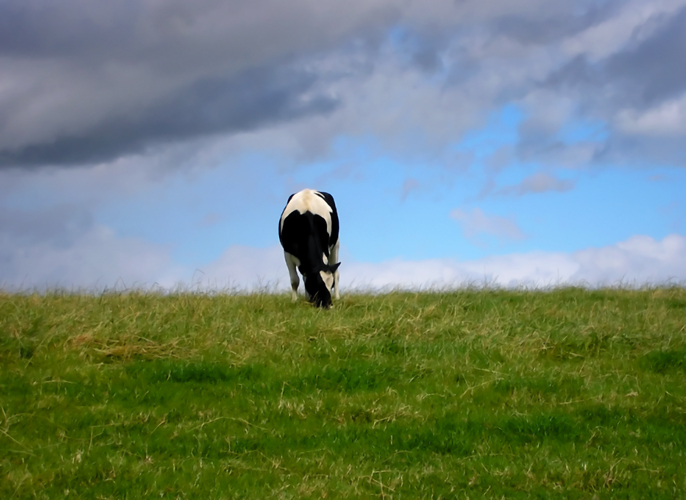
Sedan 1995 används ofta svart-vita kor på grönbete i reklamkampanjer för Bregott.

Ägandet av Bregott låg länge hos AB Svenska Smör som ägdes gemensamt av de svenska mejeriföreningarna. År 2006 köptes de andra mejerierna ut av Arla Foods för en okänd köpeskilling. Arla står därefter som ensam ägare. Kopplat till varumärket finns sedan 1995 konceptet Bregottfabriken som sedan dess varit ett återkommande tema i varumärkets marknadsföringskampanjer.

## Tillverkning
Smöret kärnas enligt kontinuerlig smörtillverkning, se smör. Rapsen blandas in i smöret i en blandningsutrustning, Dairy Blend. Dairy Blendprincipen är ett antal mixningssteg där smöret bearbetas samtidigt som rapsolja doseras in. Slutligen tillsätts en aning salt.
All produktion av Bregott är centraliserad till Götene mejeri. Det tillverkades tidigare även på Östersunds och Umeå mejeri (Norrmejerier).

## Varianter
Sedan omkring år 2004 är standardfetthalten sänkt från 80 procent till 75 procent genom att vatten tillsätts.
Varianterna består av:
- Bregott ekologiskt
  - KRAV-märkt
  - innehåller endast svenska råvaror
  - 1,2 % salt
- Bregott normalsaltat
  - 1,2 % salt
- Bregott extrasaltat
  - 1,8 % salt
- Bregott mellan
  - 57 % fetthalt med hjälp av tillsatt vatten (tidigare kärnmjölk)
  - 1 % salt
  - funnits sedan 1997
- Bregott mindre
  - 43 % fetthalt med hjälp av tillsatt vatten
  - 1 % salt
  - innehåller konserveringsmedel (kaliumsorbat) och modifierad potatisstärkelse
  - funnits sedan februari 2011
- Bregott havssalt
  - 82 % fett
  - 2 % havssalt
- Bregott brynt[4]
  - grädden blandas med brynt smör, rapsolja och salt[4]
- Bregott laktosfri
  - laktasenzym
  - 1,2 % salt
- Bregott från växtriket
  - Enbart växtbaserade råvaror. Innehåller: rapsolja (54%), vatten, shea- och kokosolja (20%), havre, salt, morotskoncentrat, citronjuicekoncentrat, vitamin A och D2.[5]